# Föra landskommun
Föra landskommun var en tidigare kommun i Kalmar län.

## Administrativ historik
Den 1 januari 1863 började kommunalförordningarna gälla och då inrättades cirka 2 500 kommuner (städer, köpingar och landskommuner), tillsammans täckande hela landets yta.
I Föra socken i Åkerbo härad på Öland inrättades då denna kommun. Landskommunen uppgick 1952 i Köpingsviks landskommun som sedan i sin tur 1969 uppgick i Borgholms stad, från 1971 Borgholms kommun.

## Politik

### Mandatfördelning i Föra landskommun 1938-1946
| 6 | 4 | 10 |

| 20 |

| 6 | 14 |

| 20 |

| 4 | 16 |

| 20 |